# Сюлейман II (Османска империя)
Вижте пояснителната страница за други личности с името Сюлейман II.
Сюлейман II е 20-ият султан на Османската империя, управлява от 8 ноември 1687 до смъртта си на 22 юни 1691 година.

## Произход и детство
Роден е на 15 април 1642 година. Син е на Ибрахим I, брат и приемник на Мехмед IV. През 1651 Сюлейман е затворен в ,,Кафес", специално крило и луксозен затвор в двореца Топкапъ. Това е направено, за да се избегне опит за бунт. Оставайки там в продължение на 36 години, без реален опит, достъп до външния свят, образувание и политически опит. 

## Управление и смърт
Малко преди Сюлейман да се възкачи на престола, османската армия претърпява тежко поражение във втората Битка при Мохач.  
През ноември 1687 г., след свалянето на брат си Мехмед lV,  Сюлейман ll е извикан от кафеса и коронясван. Според някой източници Сюлейман е искал да се върне в кафеса след като е станал султан заради психическата привързаност към изолацията. 
През 1688 г., в разгара на войната със свещената лига, Сюлейман изпраща молба за помощ до императора на Моголската империя Аурангзеб. Целта му е да се създаде ислямски съюз, особено срещу Австрия, но тя му е отказана. 
На 25 октомври 1689 г. султана назначава за свой Велик везир Фазъл Мустафа паша, който провежда редица реформи в армията и администрацията, възстановява дисциплината и подобрявайки ефективността на управлението. Това води до завладяването на Белград през 1690 г. и до потушаването на въстанието на Карпош в Македония.
В опит да наложи морална дисциплина, султана забранява алкохола макар, че продажбата му продължава публично, което показва ограничен контрол и социално напрежение.
Сюлейман II умира на 22 юни 1691 г. в град Одрин на 49-годишна възраст. Причината за смъртта му е хидропизия - заболяване, свързано със съдържане на течности в тялото. Погребан е в Сюлейман джамия в Истанбул.
1. ↑  islamansiklopedisi.org.tr
2. ↑  ttk.gov.tr